# Adobe Flash
Вижте пояснителната страница за други значения на Флаш.
Adobe Flash (известен с предишните си имена Macromedia Flash и Shockwave Flash) е неподдържан приложен софтуер, предназначен за създаване на интерактивни мултимедийни приложения.
През 2017 г. в блога си Adobe признава, че приложният софтуер няма да се поддържа след 2020 г. и от 1 януари 2021 г., неговата поддръжка е спряна.

## Предназначение и възможности
Създаден от компанията Macromedia през 1996 г., Flash става една от най-популярните и използвани мултимедийни среди за създаване на анимирани интернет страници, уеб реклами, уеб игри, както и на различни програми и презентации. Adobe Flash съчетава векторна и растерна графика, а благодарение на вградения скриптов език ActionScript става възможно реализирането на интерактивност. Има богати възможности за възпроизвеждане на видео и аудио, което прави средата привлекателна, както и основно средство в работата на много професионални дизайнери. Flash позволява създаването на така наречените rich internet applications.

## Поддържани файлови формати
С помощта на Adobe Flash се създават проекти с разширение .fla, от които впоследствие се изработва изходният .swf файл. Той се възпроизвежда чрез софтуера Adobe Flash Player. Възпроизвеждането на .swf файлове е възможно в почти всички браузери, като в някои тази функционалност е вградена, а в други е достъпна чрез специално разширение.
Освен в .swf формат Adobe Flash дава възможност да се генерират и изпълними файлове (.exe или .hqx). Те съдържат в себе си .swf файла, но в този случай не се налага да бъде инсталиран Adobe Flash Player за да е възможно възпроизвеждането им. Анимираните клипчета могат да бъдат експортирани и в *.avi формат, което позволява възпроизвеждането им от широко разпространените плейъри.

## Реализация
Още от първите си версии Flash използва език за програмиране, наречен ActionScript. Той е във версия 3, като съкратено се използва абревиатурата AS3. AS3 е език за обектно програмиране, базиран на ECMAScript. Той се използва за изработка на уеб страници, уеб и десктоп игри, някои десктоп приложения Adobe AIR среда, а дори е използван и в роботиката (виж Make Controller Kit). Разработен е от Macromedia като език за създаване на интерактивност на 2D графики, днес се е превърнал в един от най-мощните езици за уеб разработка.
Други инструменти за разработка на флаш са Adobe Flash Builder, Adobe Animate, FlashDevelop или всеки текстов редактор в комбинация с Apache Flex SDK. Потребителите могат да отварят съдържанието с Flash Player (за уеб браузъри), Adobe AIR (за десктоп и мобилни приложения) или плейъри на трети страни като Scaleform GFx (за видео игри). Adobe Flash Player позволява изобразяването на флаш в браузъра и се поддържа от Microsoft Windows, macOS и Linux операционни системи.

## Adobe Flash: Краят на една ера и наследството ѝ
Adobe Flash, някога неразделна част от интернет преживяването, официално прекратява съществуването си като активно поддържан продукт на 31 декември 2020 г. Въпреки това, неговото влияние върху развитието на уеб технологиите и мултимедийните приложения остава значително.

### Кратък исторически преглед
Първоначално разработен от Macromedia под името Macromedia Flash, софтуерът бързо се превръща в индустриален стандарт за създаване на анимации, игри и интерактивно съдържание за уеб. След придобиването на Macromedia от Adobe през 2005 г., Flash се превръща в основен инструмент за разработчици и дизайнери по целия свят.

### Защо Flash вече не се поддържа?
Има няколко причини, довели до края на ерата на Flash:
- Сигурност: Flash е известен със своите уязвимости, които често се експлоатират от хакери. Това го превръща в честа мишена за кибератаки.
- Производителност: Flash приложенията често са ресурсоемки и забавят работата на устройствата.
- Мобилни устройства: С нарастващата популярност на мобилните устройства, Flash не успява да се адаптира към новите платформи и стандарти.
- Отворени стандарти: HTML5, CSS3 и JavaScript предлагат по-добри и по-гъвкави решения за създаване на мултимедийно съдържание в уеб.

### Какво се случва след края на Flash?
След прекратяването на поддръжката на Flash, много уеб браузъри спират да възпроизвеждат SWF файлове. Adobe препоръчва на разработчиците да мигрират към HTML5, CSS3 и JavaScript, за да създават модерно и сигурно уеб съдържание.

## Наследството на Flash
Въпреки че Flash вече не е активно развиван, неговото влияние върху уеб дизайна и развитието на интерактивни приложения е неоспоримо. Много от днешните уеб технологии са повлияни от идеите и принципите, заложени във Flash.
Ключови области, в които Flash оставя своя отпечатък:
- Анимация: Flash популяризира векторната анимация и създава основата за съвременните анимационни инструменти.
- Уеб игри: Flash е платформата за някои от най-популярните уеб игри в началото на 2000-те години.
- Мултимедийно съдържание: Flash позволява лесно създаване на интерактивни презентации, реклами и образователни материали.

## Актуално състояние след 31 декември 2020
Flash се счита за остаряла технология. Повечето съвременни уеб браузъри не поддържат Flash и препоръчват да се използват алтернативни решения, базирани на отворени стандарти.
За да обобщим: Adobe Flash беше революционен инструмент за своето време, но не успя да се адаптира към променящите се изисквания на уеб индустрията. Въпреки края на неговата ера, Flash остави трайно наследство и продължава да бъде важна част от историята на уеб технологиите.
Забележка: Въпреки че Flash вече не се поддържа официално, съществуват някои експериментални проекти, които се опитват да емулират Flash съдържание в съвременните браузъри.